# August Herman Pfund
August Herman Pfund (n. 28 decembrie 1879, Madison, Wisconsin, SUA – d. 4 ianuarie 1949) a fost un fizician, spectroscopist și inventator american.

## Primii ani din viață
Pfund s-a născut în Madison, Wisconsin și a urmat școlile publice din Wisconsin până la intrarea sa la University of Wisconsin–Madison, unde a obținut un B.S. licențiat în fizică și a studiat sub Robert W. Wood.

## Cariera
Atât Wood, cât și Pfund au părăsit Wisconsin pentru la Universitatea Johns Hopkins în 1903. Din 1903 până în 1905, Pfund a fost asistent de cercetare Carnegie și a continuat să lucreze sub conducerea lui Wood. În 1906, Pfund și-a câștigat doctoratul. în fizică și a fost un savant Johnston din 1907 până în 1909. A rămas la Hopkins pentru restul carierei sale, devenind în cele din urmă profesor titular și mai târziu președinte al departamentului de fizică. Din 1943 până în 1944, Pfund a fost președinte al Societății Optice din America.